# African Union Development Agency
Die African Union Development Agency (AUDA, deutsch: Entwicklungsagentur der Afrikanischen Union) ist eine Unterorganisation der Afrikanischen Union (AU) mit Sitz in Midrand (Südafrika). Sie übernahm 2018 die Funktion der NEPAD Planning and Coordination Agency. Aktuell (September 2024) liegt die Leitung der AUDA bei Abd al-Fattah as-Sisi und Moussa Faki Mahamat sowie in den Händen von Nardos Bekele-Thomas als CEO.

## Geschichte
Die Staats- und Regierungschefs der Afrikanischen Union beschlossen auf der 31. ordentlichen Tagung ihrer Versammlung im Juni 2018 in Nouakchott (Mauretanien), die bisherige NEPAD-Planungs- und Koordinierungsagentur (gegründet Februar 2010) in die Entwicklungsagentur der Afrikanischen Union (AUDA-NEPAD) umzuwandeln, um die Effizienz des Staatenverbunds zu verbessern.

## Zweck
Mit der African Union Development Agency werden zwei Kernaufgaben der Afrikanischen Union verfolgt:
- Koordinierung und Umsetzung wichtiger regionaler und kontinentaler Vorhaben zur Förderung der regionalen Integration auf Basis der Agenda 2063.
- Stärkung der Kapazitäten der AU-Mitgliedstaaten und regionaler Gremien durch wissensbasierte Beratung und Mobilisierung aller Ressourcen. Dazu wirkt die Agentur in der Funktion als technische Schnittstelle des Kontinents zu allen afrikanischen Entwicklungsakteuren und Entwicklungspartnern.

Der Aufgabenbereich von AUDA beinhaltet weitgefasste Handlungsfelder wie:
- Technische und umsetzungsbezogene Unterstützung bei Projekten der regionalen Wirtschaftsgemeinschaften und der Mitgliedstaaten
- Stärkung der Kapazitäten bei Ernährungsfragen, für die Energieerzeugung, Wasserversorgung und andere öffentliche Infrastrukturen, bei den Informations- und Kommunikationstechnologien, der Bewirtschaftung natürlicher Ressourcen, von Maßnahmen in Reaktion auf den Klimawandel sowie die Entwicklung von Institutionen. Zudem gehört die Förderung der Bildungs- und Ausbildungsstandards sowie der Innovationskraft in den Mitgliedsstaaten zu den Handlungsfeldern der AUDA.
- Unterstützung bei der Ausarbeitung und Anwendung von Standardisierungen in den thematischen Prioritäten der AU
- Monitoring und Auswertung der Entwicklungstrends und -fortschritte in Afrika im Hinsicht auf die Effizienz der von der AU verfolgten Ziele
- Anwendung und Verbreitung von Ergebnissen initiierter Forschungsvorhaben zur Unterstützung der Politik in den Mitgliedstaaten
- Abstimmung und Förderung der Partnerschaft zwischen Interessenträgern und afrikanischen Hochschuleinrichtungen.

## Struktur

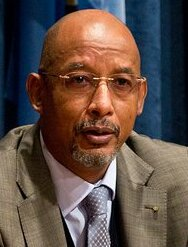
Ibrahim Assane Mayaki, hier als Direktor der NEPAD in New York (2011)

Der AUDA-NEPAD-Lenkungsausschuss (englisch AUDA-NEPAD Steering Committee) ist das Gremium zwischen dem Orientierungsausschuss der AU-Staatsoberhäupter (HSGOC) und der AUDA-NEPAD, das ihre Aktivitäten kontrolliert. Der Ausschuss besteht aus den persönlichen Beauftragten der Staats- und Regierungschefs, dem Heads of State and Government Committee (HSGOC). Ferner gehören dem Ausschuss Beobachter verschiedener Institutionen an, die zur Teilnahme an den Sitzungen berechtigt sind. Das sind im Einzelnen: Vertreter der 8 von der AU anerkannten regionalen Wirtschaftsgemeinschaften (RECs), die Afrikanische Entwicklungsbank (AfDB), das Entwicklungsprogramm der Vereinten Nationen (UNDP), das Büro des Sonderberaters der Vereinten Nationen für Afrika (UNOSAA) und die Wirtschaftskommission der Vereinten Nationen für Afrika (ECA).
Der Vorsitzende des NEPAD-Orientierungsausschusses der Staats- und Regierungschefs (HSGOC) legt der Versammlung der Afrikanischen Union Berichte über die Arbeit der African Union Development Agency vor und spricht diesbezügliche Empfehlungen für Beschlüsse über die Prüfung und Annahme aus.

## Direktoren von AUDA
Die bisherigen Direktoren sind:
- Ibrahim Assane Mayaki (2018 bis 1. Mai 2022, zuvor Direktor von NEPAD)
- Nardos Bekele-Thomas (seit 1. Mai 2022)